# Lofton R. Henderson
Lofton Russell Henderson (ur. 24 maja 1903 w Lorain, zginął 4 czerwca 1942 w bitwie pod Midway) – amerykański pilot lotnictwa piechoty morskiej podczas II wojny światowej.  W stopniu majora dowodził stacjonującą na atolu Midway na Pacyfiku eskadrą VMSB-241 bombowców Douglas SBD Dauntless 2. Korpusu i wraz z nim wziął udział w bitwie pod Midway. Został uznany za pierwszego pilota korpusu poległego w boju: Henderson zginął prowadząc swój dywizjon do ataku na formację lotniskowców japońskich.

## Zarys biografii
Lofton Henderson urodził się w stanie Ohio. W 1926 ukończył United States Naval Academy. Przed wybuchem II wojny światowej służył w Chinach, na Karaibach, a także na lotniskowcach „Langley” (CV-1), „Ranger” (CV-4) i „Saratoga” (CV-3). 
Major Henderson został pośmiertnie odznaczony Krzyżem Marynarki za bohaterstwo w bitwie pod Midway, podczas której prowadził 16 samolotów swego dywizjonu do ataku na japoński lotniskowiec „Hiryū”. W chwilę po rozpoczęciu ataku, kiedy samoloty były już w locie nurkowym, pocisk przeciwlotniczy urwał lewe skrzydło maszyny Hendersona, która spadła do morza, nie dolatując do celu.

## Lotnisko Hendersona
W sierpniu 1942 nazwano jego imieniem zdobyte na Japończykach lotnisko polowe na wyspie Guadalcanal. W chwili lądowania marines na wyspie lotnisko było w trakcie budowy. Gdy lotniskowce admirała Fletchera i transportowce admirała Turnera zmuszone zostały do odpłynięcia przez lotnictwo i nawodne siły japońskie, marines dokończyli budowę pasa startowego na Guadalcanal, używając do tego jedynego na wyspie, zdobytego na Japończykach spychacza. Dzięki temu mogły tu wylądować pierwsze samoloty, a siły amerykańskie zyskały własną osłonę lotniczą.

## Pamięć
- W 1945 jego imieniem został nazwany niszczyciel typu Gearing – USS „Henderson” (DD-785)
- Jego imię nosi most (Lofton Henderson Memorial Bridge[2]) w rodzinnym Lorain w Ohio